# 無防備マンが行く!
『まんが『無防備マン』が行く!』（まんが むぼうびマンがいく）は、秋元裕美子による日本の漫画。
無防備都市宣言を論拠とした無防備都市運動を進める団体、無防備地域宣言運動全国ネットワークが運営する無防備地域宣言運動ブログで連載している。インターネット上で閲覧可能。2006年11月に同時代社より単行本が発売された。
なおこの無防備都市運動には、公安調査庁が過激派と見なしている民主主義的社会主義運動(MDS)が深く関与していると指摘している。

## 概要と主張
日本国憲法第9条と前文を基本理念とした無防備地域宣言運動を推進する作品。
- 従来の「戦争反対」を言う後追いの平和運動に比べて、無防備地域宣言運動は、平時から自分たちの住む地域を一切の軍備を排除する環境を作り出す、新しく具体的で積極的な平和運動である。
- アメリカは国連決議に従わず、イラクを侵略し、4万人もの民間人を殺した（正確には[誰によって?]犠牲を出した、である。2008年1月では15万人とされる[2]）。
- 軍備があるが故に戦争が起こってきた今までの歴史に対して、国際法のジュネーブ条約に基づいた無防備地域宣言をすることで、軍備を排除し戦争をしにくい環境が作れる。

平日はサラリーマンという兼業ヒーロー、無防備マン「無防備万作」と平和主義を勉強する中学生「タロウ」の2人をメインの登場人物とし、無防備都市宣言、平和主義について描かれている。

## 登場人物
無防備マン
本名、無防備万作。普段はサラリーマンという、白髪の中年ヒーロー。地球のどこかで戦争が起こると、無防備マンに変身して平和活動を行う。
中学生のタロウに無防備都市について教育する。無防備都市宣言を教えるために、タロウを沖縄へ連れて行く。空を飛ぶ能力を持つ。
非武装タロウ
ごくごく平凡な中学生。無防備マンと出会うことで、平和活動について目覚め、後には街頭で署名活動を行う。署名に非協力的な青年を突然怒鳴りつけ、殴打されたりもする一方的な思い込みが激しい性格。
なお、苗字についてはインターネット版・単行本いずれにも登場しないが、無防備地域運動を行っている団体のチラシにて確認できる。
上里さん
沖縄で学校の先生を営む。幼児期に沖縄戦を体験し、その悲惨さを強く心に刻んでいる故、軍隊、軍備、在日米軍などに反対意見を持つ。一方、日本兵に個人的に優しくされたことも話したりもする。
喜屋武兄弟
双子の兄弟。兄が喜屋武 亀男（きゃん かめお）、弟が喜屋武 鶴男（きゃん つるお）。亀男は目の下に黒子がある。戦時中は前島に住んでおり、守備隊と分校先生とのやりとりを目撃する。
分校先生
国民学校の先生で、同時に前島の代表を務めていた。中国の第一次上海事変に従軍した、元軍人。その経験から、「軍事的価値が乏しく、軍備・軍隊のない場所に兵を置くことは、かえって敵の攻撃を招く」として、現地指揮官の陸軍大尉に駐留を思いとどまるように進言し、それが受け入れられる。
九条憲護
1947年5月3日生まれ。弁護士。「憲護」とは「憲法を護る」という意味で父親から名づけられた。憲法9条について語り始めるとキレる。
無防備マンの知り合い。タロウに感化され、無防備地域運動への賛同を表明する。
単行本のために新たに書き下ろされたキャラクターである。

## 刊行物
- あきもとゆみこ『無防備マンが行く! まんが』同時代社、2006年11月。ISBN 4-88683-588-0。

## インターネット公開版と単行本の違い
- インターネット公開版では、タロウが通行人から無視や罵声を浴びながら署名活動を続け、老婆から署名を貰ったところで終了となっているが、単行本では通行人の登場シーンは全てカットされ、いきなり老婆が署名するという展開になっている。なお、ここでカットされた通行人はあとがきの挿絵に新たに名前を付けられて登場している。
- 問題となったイスラエルとパレスチナについて言及した部分（イスラエルを「ユダヤ人が勝手に作った国」と表し、ネット上で多数の指摘があり修正された。なお修正したことについての謝罪等はない）は単行本には一切掲載されていない。
- 単行本用描き下ろしとして九条憲護との憲法談義、無防備マンがタロウに自衛隊と憲法9条の関係について説明する章が追加されている。

## 関連文献
- 『反日マンガの世界――イデオロギーまみれの怪しい漫画にご用心!』唐沢俊一・高沢秀次・宮島理・中宮崇ほか、晋遊舎〈晋遊舎ムック〉、2007年3月。ISBN 978-4-88380-624-9。
- 『反日マンガの世界――イデオロギーまみれの怪しい漫画にご用心!』唐沢俊一・高沢秀次・宮島理・中宮崇ほか、晋遊舎〈晋遊舎ブラック新書〉、2008年5月。ISBN 978-4-88380-776-5。